# Еда, употребляемая руками

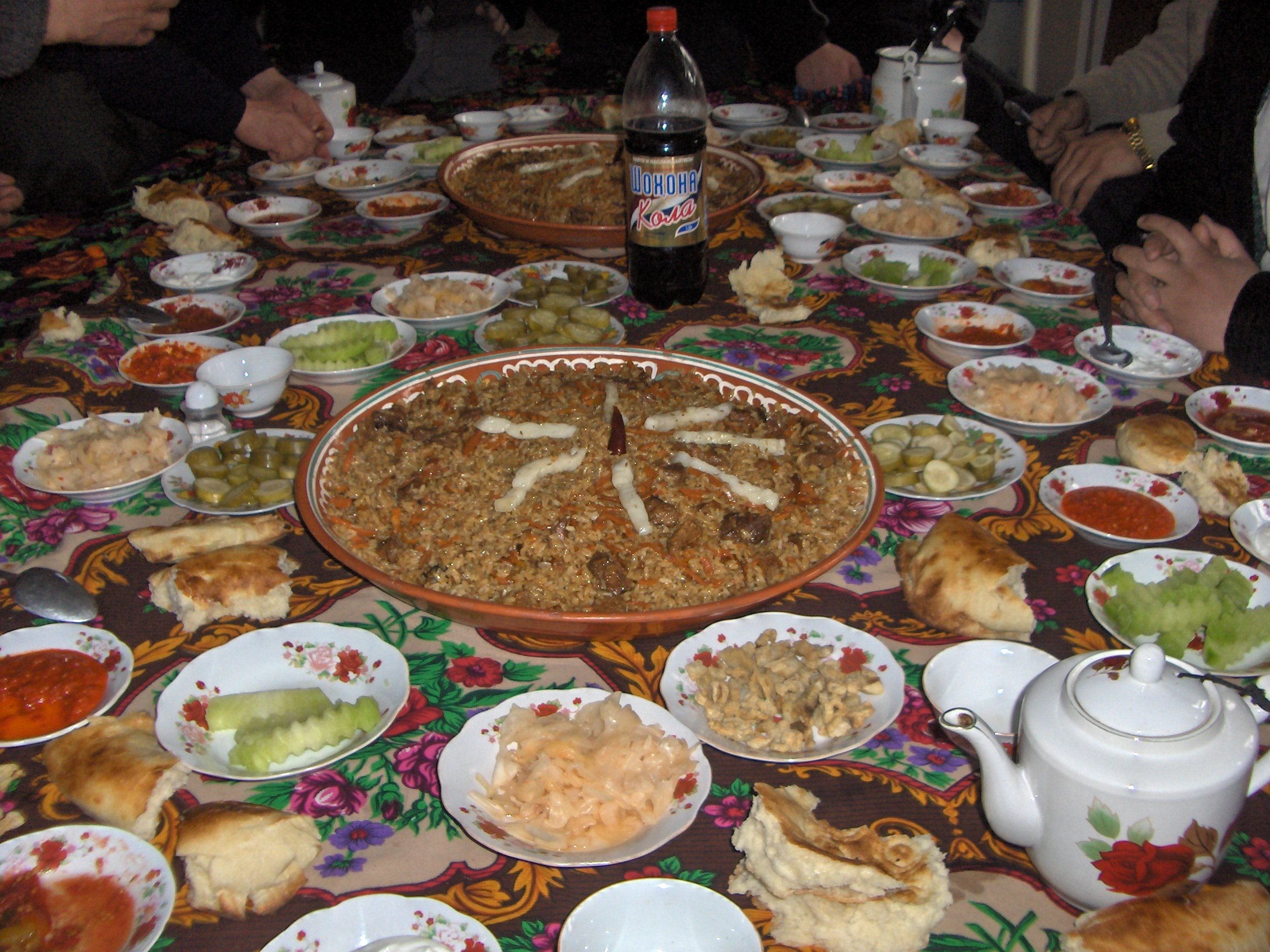
Дастархан для поедания еды руками в Таджикистане

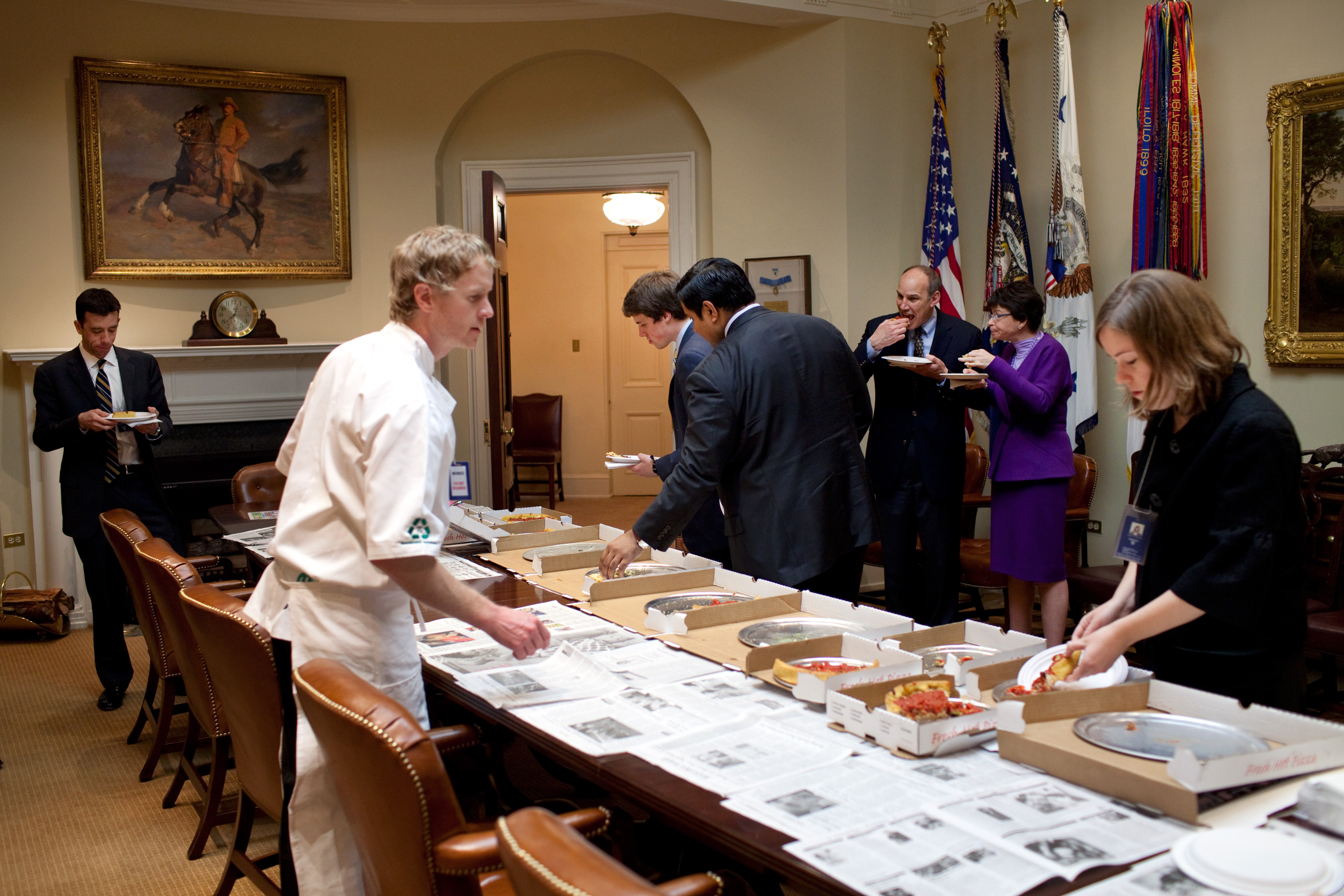
Поедание пиццы руками в комнате Рузвельта Белого дома президентов США в Вашингтоне

Еда, предназначенная для употребления руками — пища, которую едят при помощи одних только рук, без столовых приборов — ложек, вилок, ножей, палочек для еды и так далее. Для поедания руками изготовляются как не требующие разделения и целиком удерживаемые в руке небольшие блюда, так и блюда, разрезаемые или разрываемые на куски.
В некоторых культурах бо́льшая часть блюд или все блюда употребляются руками: к примеру, в эфиопской кухне почти все блюда употребляют, заворачивая их в лепёшку под названием «ынджера». В южноазиатской кухне пищу часто употребляют с помощью рук. В европейской культуре руками едят фаст-фуд и уличную еду. Употребление пищи, не предназначенной для поедания без приборов, руками часто воспринимается как отсутствие культуры.
Культурная сфера употребления значительного (а часто почти всего) количества пищи руками включает Африку, Ближний Восток и Индию, преимущественно руками ест около 2,5 миллиардов человек. В исламской культуре также принято есть руками пищу с общего блюда; в Европе традиция еды руками исчезла с распространением четырёхзубой вилки.
Блюда, употребляемые руками, часто подают на фуршетах, пикниках, барбекю, вечеринках и свадьбах, при этом считается, что по более формальным поводам следует подавать более дорогие блюда.

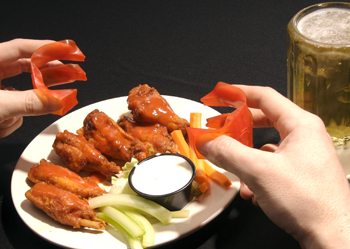
Поедание руками закусок
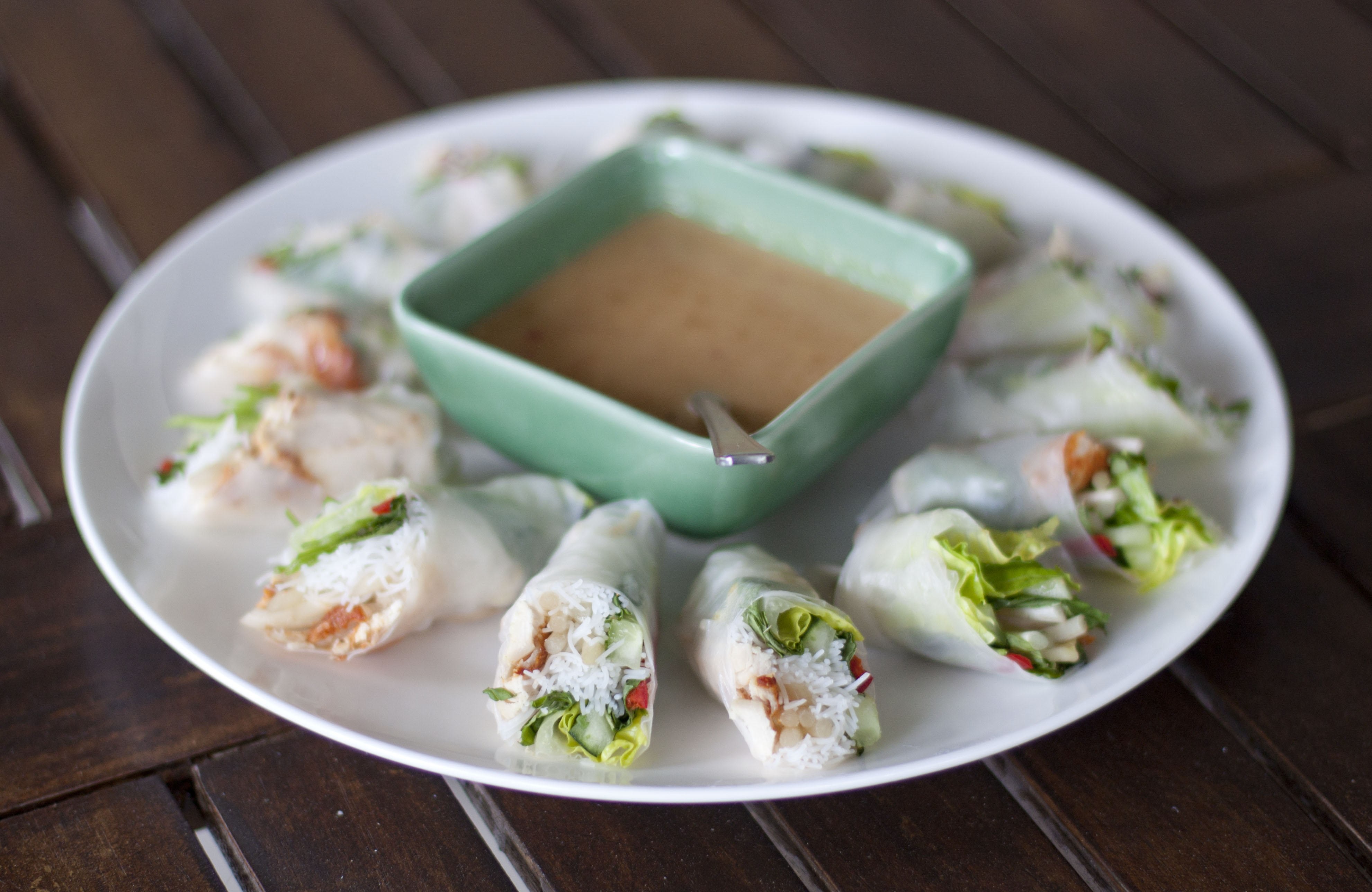
Роллы
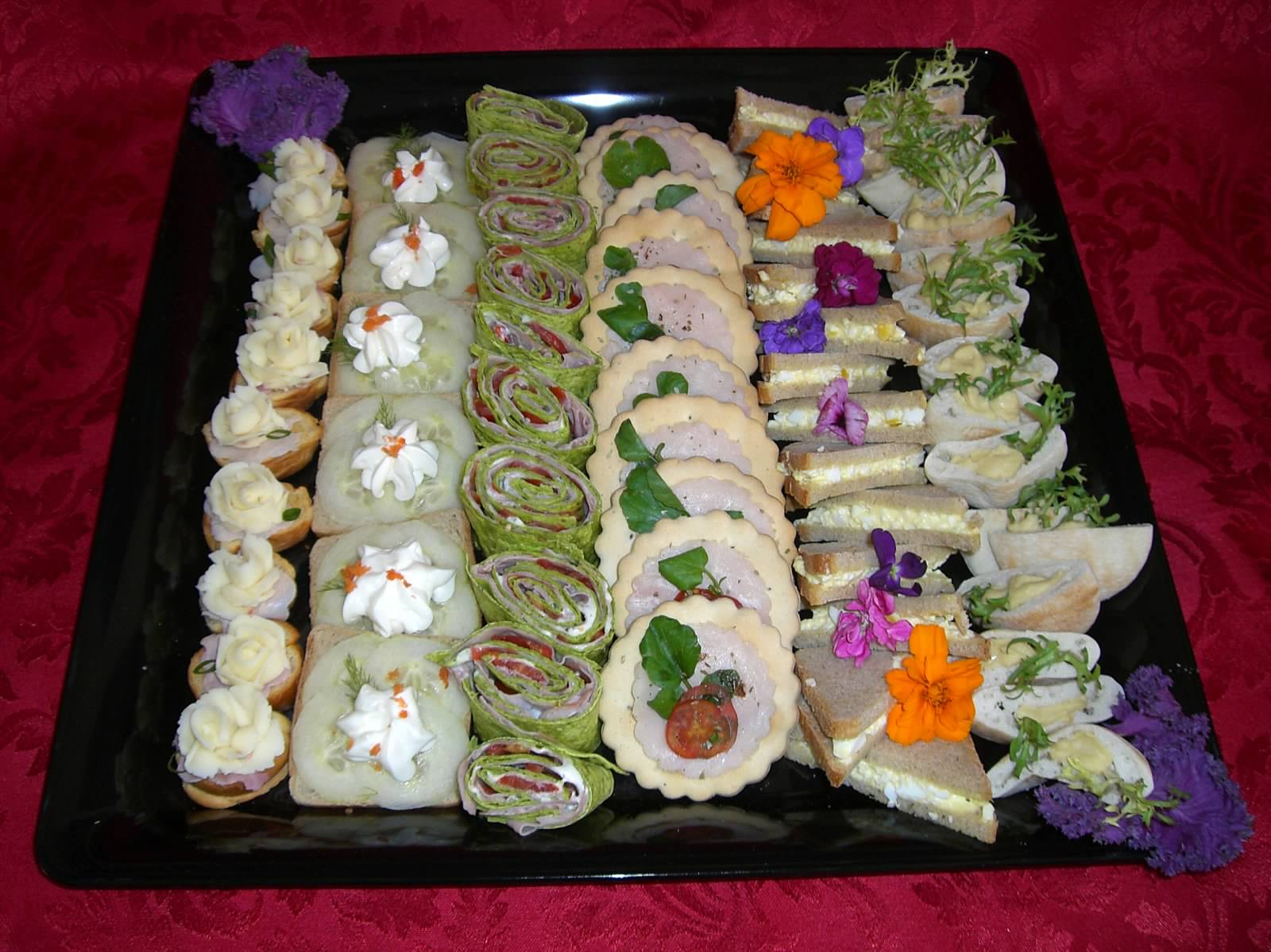
Канапе

## Разновидности
В западном мире руками обычно едят закуски и некоторые десертные и сладкие блюда: бутерброды, сэндвичи, канапе; кукурузные палочки, а также выпечку: пирожки, блины, сосиски в тесте, киш, самсу, волованы; разнообразные продукты на шпажках (оливки, сыр, колбаски), куриные крылышки и наггетсы; яичные рулеты; продукты, завёрнутые в питу или помещённые в булочки (шаурма, кебаб), чипсы, аранчини; шоколадные батончики, мороженое в вафельных рожках; фрукты и хлеб.
В других странах руками также едят выпечку (ан-пан, позы, няньгао, юэбин, цзунцзы) и другие блюда (суши, онигири, ёт, данго, доса); некоторые блюда эскимосской кухни (мактак) также употребляют с помощью рук.
Название блюда тюркских народов бешбармак (бесбармак) прямо указывает на то, что употреблять его надо руками: «бешбармак» в переводе означает «пять пальцев», «пятерня» — во время еды кочевники не использовали столовые приборы и брали мясо руками.